# Oreobolus impar
Oreobolus impar är en halvgräsart som beskrevs av Elizabeth Edgar. Oreobolus impar ingår i släktet Oreobolus och familjen halvgräs. Inga underarter finns listade i Catalogue of Life.